# Караузий
Марк Аврелий Мавзей Валерий Караузий (лат. Marcus Aurelius Mausaeus Valerius Carausius; умер в 293 году) — римский император-узурпатор, правивший с 286/287 года в Британии и северной части Галлии. В ходе военной карьеры стал командующим флотом, поднял мятеж против Максимиана и присвоил императорский титул. Позже Караузий потерпел ряд поражений в войне с ещё одним императором, Констанцием I Хлором, и был убит своим приближённым Аллектом.

## Биография
Караузий принадлежал к галльскому племени менапиев, жившему между Рейном и Шельдой, и был незнатного (согласно Евтропию, «весьма простого») происхождения. Ещё в юности он поступил на военную службу. В войне императора Максимиана с багаудами Караузий сделал карьеру благодаря своей храбрости. Поскольку он был хорошо знаком с морским делом, Диоклетиан и Максимиан поставили его во главе флота, защищавшего побережье Галлии от морских набегов саксов и франков. Караузий успешно действовал против врага, но присваивал добычу, не отдавая её ни ограбленным германцами провинциалам, ни императорам; его начали подозревать в том, что он специально разрешает саксам и франкам грабить земли империи, чтобы потом всё у них забрать. Из-за этих подозрений Максимиан приказал убить Караузия, но тот провозгласил себя императором и переправился с флотом в Британию. Расквартированные в этой провинции легионы поддержали узурпатора (в 286 или 287 году); он сохранил контроль и над рядом гаваней на севере Галлии.
Правивший Западом Максимиан не смог сразу наказать Караузия за мятеж. К 289 году он собрал в Галлии флот для высадки в Британии, но его затея окончилась неудачей. Один из источников утверждает, что корабли Максимиана погибли во время бури, но в действительности могло иметь место сражение, в котором Караузий одержал победу. После этого Максимиану и Диоклетиану пришлось признать нового императора. Караузий использовал передышку, чтобы укрепить Адрианов вал на севере и нейтрализовать угрозу со стороны пиктов. Он подчеркнул свой союз с Максимианом и Диоклетианом чеканкой монеты с изображениями всех троих и надписью «Караузий и его братья» (Carausius et fratres sui), присвоил знаки консульского достоинства.
В 293 году младший император Констанций I Хлор (подчинённый Максимиана) начал новую войну. Он заставил капитулировать крупную гавань Гезориак и занял все остальные укреплённые пункты в Галлии, которые контролировались Караузием. В результате положение последнего стало очень шатким. В том же году его приближённый (предположительно префект претория) по имени Аллект убил Караузия и занял его место.

## Монеты Караузия
Сохранилось множество монет, отчеканенных Караузием за время его недолгого правления. Чеканились они в Лондинии и в ещё одном городе — Камулодуне, Клавзенте или Коринии. Надписи на монетах говорят о политической программе императора: о его стремлении к миру («Мир Караузия Августа», «Мир трёх августов»), о его широких планах (надпись «Возрождение римлян», соседствующая с изображением Ромула и Рема, сосущих вымя волчицы), о поддержке императора британцами (цитата из Вергилия «Приди, долгожданный» с изображением Британии, пожимающей Караузию руку).

## В художественной литературе
Караузий стал персонажем повести английской писательницы Розмэри Сатклиф «Серебряная ветка» (1957).